# Cao Zhen
Cao Zhen (chiń. 曹臻, pinyin Cáo Zhēn; ur. 8 stycznia 1987 w Szantung) – chińska tenisistka stołowa, dwukrotna mistrzyni świata.
Największym jej sukcesem jest złoty medal mistrzostw świata w grze mieszanej w 2009 roku w Jokohamie w parze z Li Pingiem oraz dwa lata później w parze z Zhang Chao. Wcześniej zdobywała brązowe medale w tej konkurencji (2005, 2007).